# CAR Development 2004
Il Castel Beer Trophy è un torneo di rugby a 15 riservato a nazionali africane e sponsorizzato dalla Castel Beer. È organizzato dalla Confédération Africaine de Rugby e noto anche come "CAR Super 16. Il torneo è riservato alle squadre di secondo livello del rugby Africano l'edizione 2004 è stata vinta dal Botswana

## Risultati
- Zona Nord - Girone A:

| Dakar 7 giugno 2004 | Senegal | 59 – 0 | Mauritania |  |

| Dakar 7 giugno 2004 | Mali | 40 – 12 | Burkina Faso |  |

| Dakar 9 giugno 2004 | Senegal | 23 – 6 | Burkina Faso |  |

| Dakar 9 giugno 2004 | Mali | 81 – 0 | Mauritania |  |

| Dakar 12 giugno 2004 | Senegal | 9 – 15 | Mali |  |

| Dakar 12 giugno 2004 | Mauritania | 0 – 49 | Burkina Faso |  |

|              |                         | Partite | Partite | Partite | Partite | Score | Score | Score | Punti |
| Nazione      | Nazione                 | G'      | V       | N       | P       | +     | -     | diff. | Punti |
| ------------ | ----------------------- | ------- | ------- | ------- | ------- | ----- | ----- | ----- | ----- |
| Mali         | Mali (bandiera)         | 3       | 3       | 0       | 0       | 136   | 21    | 115   | 6     |
| Senegal      | Senegal (bandiera)      | 3       | 2       | 0       | 1       | 91    | 21    | 70    | 4     |
| Burkina Faso | Burkina Faso (bandiera) | 3       | 1       | 0       | 2       | 67    | 63    | 4     | 2     |
| Mauritania   | Mauritania (bandiera)   | 3       | 0       | 0       | 3       | 0     | 189   | -189  | 0     |

- Zona Nord - Girone B :

| Dakar 7 giugno 2004 | Senegal | 59 – 0 | Mauritania |  |

| Dakar 7 giugno 2004 | Mali | 40 – 12 | Burkina Faso |  |

| Dakar 9 giugno 2004 | Senegal | 23 – 6 | Burkina Faso |  |

| Dakar 9 giugno 2004 | Mali | 81 – 0 | Mauritania |  |

| Dakar 12 giugno 2004 | Senegal | 9 – 15 | Mali |  |

| Dakar 12 giugno 2004 | Mauritania | 0 – 49 | Burkina Faso |  |

|         |                    | Partite | Partite | Partite | Partite | Score | Score | Score | Punti |
| Nazione | Nazione            | G'      | V       | N       | P       | +     | -     | diff. | Punti |
| ------- | ------------------ | ------- | ------- | ------- | ------- | ----- | ----- | ----- | ----- |
| Nigeria | Nigeria (bandiera) | 3       | 2       | 1       | 0       | 71    | 3     | 68    | 5     |
| Benin   | Benin (bandiera)   | 3       | 1       | 1       | 1       | 17    | 51    | -34   | 3     |
| Togo    | Togo (bandiera)    | 3       | 1       | 0       | 1       | 20    | 16    | 4     | 2     |
| Ghana   | Ghana (bandiera)   | 3       | 0       | 1       | 2       | 8     | 46    | -38   | 1     |

- Zona Sud
  - Preliminare:

| Arusha 1º maggio 2004 | Tanzania | 57 – 3 | Burundi |  |

| Arusha 5 giugno 2004 | Tanzania | 52 – 12 | Ruanda |  |

| Kigali 3 luglio 2004 | Ruanda | 18 – 15 | Burundi |  |

|          |                     | Partite | Partite | Partite | Partite | Score | Score | Score | Punti |
| Nazione  | Nazione             | G'      | V       | N       | P       | +     | -     | diff. | Punti |
| -------- | ------------------- | ------- | ------- | ------- | ------- | ----- | ----- | ----- | ----- |
| Tanzania | Tanzania (bandiera) | 2       | 2       | 0       | 0       | 109   | 15    | 94    | 4     |
| Ruanda   | Ruanda (bandiera)   | 2       | 1       | 0       | 1       | 30    | 67    | -37   | 2     |
| Burundi  | Burundi (bandiera)  | 2       | 0       | 0       | 2       | 18    | 75    | -57   | 0     |

- Finale:

| Gaborone 31 agosto 2004 | Botswana | 38 – 12 | Tanzania |  |

| Gaborone 2 settembre 2004 | eSwatini | 36 – 0 | Tanzania |  |

| Gaborone 4 settembre 2004 | Botswana | 25 – 22 | eSwatini |  |

|           |                     | Partite | Partite | Partite | Partite | Score | Score | Score | Punti |
| Nazione   | Nazione             | G'      | V       | N       | P       | +     | -     | diff. | Punti |
| --------- | ------------------- | ------- | ------- | ------- | ------- | ----- | ----- | ----- | ----- |
| Botswana  | Botswana (bandiera) | 2       | 2       | 0       | 0       | 63    | 34    | 29    | 4     |
| Swaziland | eSwatini (bandiera) | 2       | 1       | 0       | 1       | 58    | 25    | 33    | 2     |
| Tanzania  | Tanzania (bandiera) | 2       | 0       | 0       | 2       | 12    | 74    | -62   | 0     |

### Girone Finale
| Bamako 23 novembre 2004 | Mali | 11 – 5 | Nigeria |  |

| Bamako 25 novembre 2004 | Botswana | 37 – 0 | Nigeria |  |

| Bamako 27 novembre 2004 | Botswana | 12 – 6 | Mali |  |

|          |                     | Partite | Partite | Partite | Partite | Score | Score | Score | Punti |
| Nazione  | Nazione             | G'      | V       | N       | P       | +     | -     | diff. | Punti |
| -------- | ------------------- | ------- | ------- | ------- | ------- | ----- | ----- | ----- | ----- |
| Botswana | Botswana (bandiera) | 2       | 2       | 0       | 0       | 49    | 6     | 43    | 4     |
| Mali     | Mali (bandiera)     | 2       | 1       | 0       | 1       | 17    | 17    | 0     | 2     |
| Nigeria  | Nigeria (bandiera)  | 2       | 0       | 0       | 2       | 5     | 48    | -43   | 0     |